# المدرسة المجاهدية
المدرسة المجاهدية هي مجمع مدرسة في دمشق، سوريا. بني عام 1141 على يد الوالي البوري مجاهد الدين بن بازان بن يمين الكردي.

## طالع أيضًا
- المكتبة العادلية
- المكتبة الظاهرية